# بيرسا موندا
بيرسا موندا (15 نوفمبر 1875-9 يونيو 1900) مناضل هندي من أجل الحرية القبلية، وزعيم ديني، وبطل شعبي ينتمي إلى قبيلة موندا. قاد حركة مليارية دينية قبلية نشأت في حكم البنغال (الآن جهار خاند) في أواخر القرن التاسع عشر، خلال الراج البريطاني، مما جعله شخصية مهمة في تاريخ حركة الاستقلال الهندية. تركز التمرد بشكل أساسي في حزام موندا في كونتي، وتمار، وسروادا، وباندغون.
صورته معلقة في متحف البرلمان الهندي؛ وهو الزعيم القبلي الوحيد الذي حظي بهذا التكريم.

## فترة التكوين (1886 - 1894)

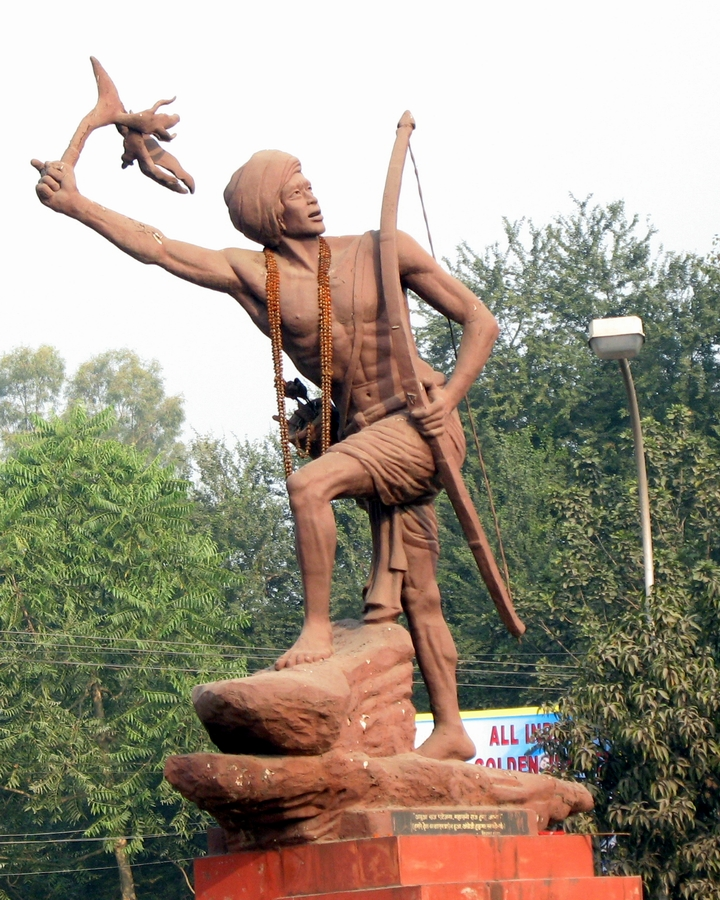
تمثال بيرسا موندا لنبهندو سان في نايا مور، مدينة بوكارو، جهار خاند

شكلت إقامة بيرسا الطويلة في شاباسا منذ عام 1886 وحتى عام 1890 فترة تكوينية من حياته. تميزت هذه الفترة بالتحريض الألماني، والكاثوليكي المسيحي. في ضوء النضال من أجل الحرية، سحب سوغانا موندا ابنه من المدرسة. بعد فترة وجيزة من مغادرة شاباسا في عام 1890، تخلى بيرسا وعائلته عن عضويتهم في البعثة الألمانية وتوقفوا عن كونهم مسيحيين وعادوا إلى النظام الديني القبلي التقليدي الأصلي.
غادر غوربيرا في أعقاب تصاعد تحريض سردار. شارك في التحريض الناجم عن الاستياء الشعبي من القيود المفروضة على الحقوق التقليدية لشعب موندا في الغابة المحمية، تحت قيادة غدين من بايرنغ في منطقة بوهات. خلال 1893-1894، اعتبِرت جميع الأراضي البور في القرى، والتي منحت ملكيتها للحكومة، غابات محمية بموجب قانون الغابات الهندي السابع لعام 1882. وفي غرب سينغبوم كما في لوهارداغا، بدأت عمليات الاستيطان في الغابات واتخِذت تدابير لتحديد حقوق المجتمعات المحلية التي تعيش في الغابات. حُددت القرى الموجودة في الغابات في كتل ذات حجم مناسب، تتكون من مواقع قروية وأراضي صالحة للزراعة وأراضي مقفرة كافية لاحتياجات القرى. في عام 1894 كبر بيرسا وأصبح شابًا قويًا، وفطنًا، وذكيًا، وتولى أعمال إصلاح خزان دومباري في غوربيرا الذي تضرر من الأمطار.
وأثناء إقامته في حي قرية سانكارا في منطقة غرب سينغبوم، وجد رفيقةً مناسبةً، وقدم مجوهرات لوالديها، وشرح فكرته عن الزواج. وفي وقت لاحق، عند عودته من السجن، لم تكن مخلصة له وهجرها. خدمته امرأة أخرى في تشلكاد وهي أخت ماتهياس موندا. عند إطلاق سراحه من السجن، أصرت ابنة ماثورا مودا من كوينسار التي احتفظت بها كالي موندا وزوجة جاغا موندا من جيوري على أن تصبحا زوجتان لبيرسا. وبخهما وأحال زوجة جاغا موندا إلى زوجها. مكثت سالي من برودي امرأة أخرى مشهورة مع بيرسا.
شدد بيرسا على الزواج الأحادي في مرحلة لاحقة من حياته. نشأ بيرسا من أدنى مراتب الفلاحين، (الريوت)، الذين تمتعوا بحقوق أقل بكثير في نظام موندري كونتكتي، على عكس من شابهوهم في الاسم في أماكن أخرى، في حين احتكر أعضاء السلالة المؤسسة جميع الامتيازات، لم يكن الريوت أفضل من شركاء المحاصيل. تجربة بيرسا الخاصة عندما كان فتى صغيرًا، مدفوعًا من مكان إلى آخر بحثًا عن عمل، أعطته نظرة ثاقبة للمسألة الزراعية ومسائل الغابات، لم يكن متفرجًا سلبيًا بل كان مشاركًا نشطًا في الحركة الجارية في الحي.